# Otto von Kursell

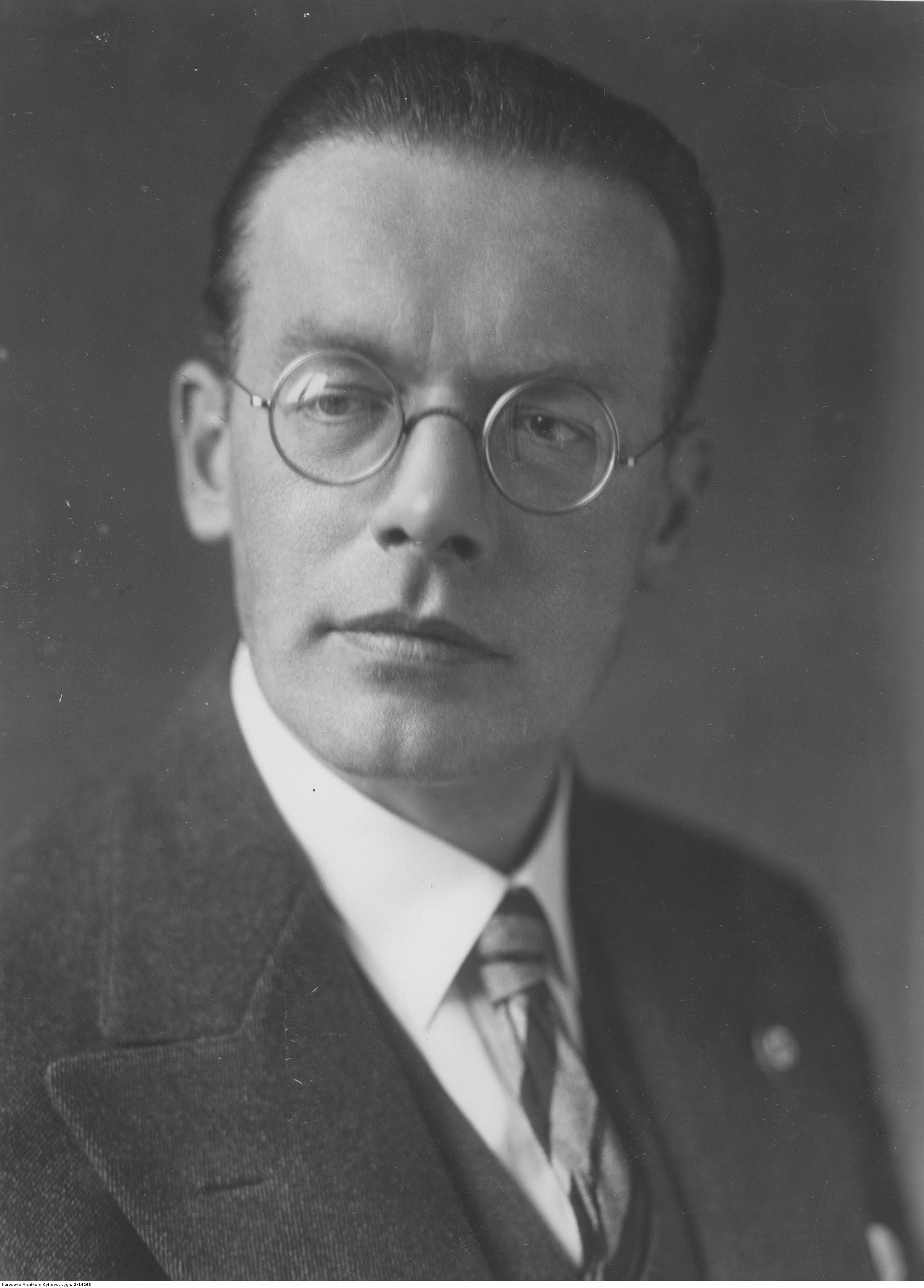
Otto von Kursell

Otto Konstantin Gottlieb von Kursell (* 16. Novemberjul. / 28. November 1884greg. in Sankt Petersburg, Russisches Kaiserreich; † 30. August 1967 in München) war ein deutsch-baltischer Maler und Grafiker, Ministerialrat und Mitglied des Reichstags, Direktor der Staatlichen Hochschule für Bildende Künste in Berlin-Charlottenburg und Senator der Preußischen Akademie der Künste.
Bekannt geworden als Meisterschüler Franz von Stucks erwarb sich Kursell in kurzer Zeit einen Ruf als Porträtmaler. Sein Talent stellte er nach dem Ersten Weltkrieg antisemitischen und antikommunistischen Bewegungen zur Verfügung. So veröffentlichte er zahlreiche politische Karikaturen, in denen er unter anderem Juden, Russen und Kommunisten an den Pranger stellte. Er führte Hetzreden und beteiligte sich aktiv an Postendiensten gegen Spartakisten, an Geländeübungen und Patrouillen. Über Alfred Rosenberg lernte er Dietrich Eckart kennen, der nicht nur seine Arbeiten veröffentlichte, sondern ihn für die Mitarbeit an der Zeitschrift „Auf gut deutsch“ gewann. Ebenso lieferte Kursell für den Völkischen Beobachter, Phosphor und den Völkischen Kurier antisemitische Karikaturen. 1924 veröffentlichte Kursell Bilder der Angeklagten im Hitler-Prozess. Als einer der hochdotierten nationalsozialistischen Künstler betrieb Kursell in seinem Werk und seinem Unterricht bis zum Ende des Zweiten Weltkriegs aktive Nationalsozialistische Propaganda.

## Familie
Er entstammte dem deutschbaltischen Adelsgeschlecht Kursell und war der Sohn des Akzise-Beamten Woldemar von Kursell (1849–1915) und der Luise Stolzenburg (1857–1944).
Kursell heiratete am 12. August 1908 in Reval (Estland) Julia Wencelides (* 1. Juli 1887 in St. Petersburg, Russland; † 31. Juli 1961 in München), die Tochter des Ingenieurs und Fabrikdirektors Franz Wencelides und der Luba Reuther.

## Leben

### Frühe Jahre
Kursell besuchte in Reval die Realschule und absolvierte zwischen 1903 und 1905 ein Hochbaustudium am Polytechnikum Riga. Er wurde Mitglied des politisch engagierten Corps Rubonia.
1905 siedelte Kursell nach Dresden über, wo er von 1905 bis 1907 an der TH Dresden Architektur studierte. 1907 bis 1911 studierte er an der Akademie der Bildenden Künste München und avancierte rasch vom Schüler Hugo von Habermanns zum Meisterschüler Franz von Stucks. Die ersten Erfolge als Porträtmaler stellten sich ein.
1916 und 1917 kämpfte Kursell als Leutnant der russischen Infanterie im Krieg. 1918 arbeitete Kursell in der Pressestelle des AOK (Armeeoberkommando) VIII für die deutschen Besatzer in Riga unter Erwin von Scheubner-Richter. Seine Mitarbeiter in der Pressestelle waren Arno Schickedanz und Max Hildebert Boehm.
Ende 1918 bzw. Anfang 1919 reiste Kursell nach München. Die Stadt galt zu diesem Zeitpunkt als eine Anlaufstelle von zahlreichen emigrierten Deutsch-Balten. Auch der spätere Parteiideologe Alfred Rosenberg war zu diesem Zeitpunkt nach München gereist. Neben Ernst Friedrich Tode war Kursell die erste Anlaufstelle von Rosenberg.
1919 wurde Kursell zusammen mit Baron Friedrich von der Ropp, Roderich von Bistram und Harald von Rautenfeld Mitbegründer und Leiter der geheimen deutschbaltischen Vereinigung „Der Verband der Ordensgründer“, welche sich am 10. Oktober 1920 in dem Ort Erkner bei Berlin konstituierte und die unter dem Decknamen „X“ operierte. 1929 ging daraus die „Baltische Brüderschaft“ hervor, nach dem Krieg der Brüderliche Kreis.

### Mitglied der NSDAP
1921 schließlich erhielt Kursell die deutsche Staatsbürgerschaft. Noch im selben Jahr war er an der im Deutschen Volksverlag erschienenen Broschüre Totengräber Rußlands beteiligt, für die Rosenberg das Vorwort geschrieben hatte. In diesem populären, die Verschwörungstheorie vom jüdischen Bolschewismus transportierenden Heft finden sich 32 Karikaturen Kursells, die hochrangige bolschewistische Funktionäre mit „jüdischen“ Gesichtszügen im rassistischen Sinn zeigen und jeweils mit Vierzeilern von Dietrich Eckart unterlegt sind.
1922 trat Kursell in die NSDAP ein. 1922 und 1923 war er als „Wehrmann“ Mitglied der Münchener Einwohnerwehr und wurde 1923 Mitglied im SA-Regiment München.
Als Angehöriger der SA nahm Kursell auch am Hitlerputsch vom 9. November 1923 teil. Nachdem die NSDAP nach dem Putsch vorübergehend verboten worden war, trat Kursell der Partei 1932 erneut bei (Mitgliedsnummer 1.274.040). Allerdings wurde dieser erneute Eintritt auf den 1. Mai 1925 rückdatiert und ihm die niedrige Mitgliedsnummer 93 verliehen.
Kursell begann daraufhin eine steile Karriere im Dienste Hitlers und der Partei. So fungierte er von 1931 bis 1935 als Geschäftsführer des „Kampfbundes für die deutsche Kultur“ in Groß-Berlin und als Schriftleiter der „Deutschen Kulturwacht“. Parallel dazu war er Redakteur des „Völkischen Beobachters“.
Nach der „Machtergreifung“ 1933 trat er als Referent der Kunstabteilung ins preußische Kultusministerium ein und erhielt im selben Jahr eine Anstellung als Professor an der „Staatlichen Hochschule für Bildende Künste“ in Berlin-Charlottenburg, deren Direktor er später auch war.
Zwischen 1933 und 1936 war Kursell Mitglied des Präsidialrats der „Reichskammer der bildenden Künste“, 1934 wurde er zum Abteilungsleiter im Reichsministerium für Wissenschaft, Erziehung und Volksbildung ernannt. 1935 und 1936 war Kursell Geschäftsführer des Volksdeutschen Rates, der seit März 1936 Volksdeutsche Mittelstelle hieß. Am 30. Januar 1936 wurde er unter der SS-Nummer 161 337 zum SS-Obersturmbannführer befördert.
1937 jedoch musste er aus der SS, der SA und der NSDAP im Rang eines SS-Obersturmbannführers austreten, da er zusätzlich leitendes Mitglied der Baltischen Brüderschaft (siehe Brüderlicher Kreis) war. Um der drohenden Verhaftung zu entgehen, strengte Kursell ein Disziplinarverfahren gegen sich selbst an. Wohl auch, weil er an der Seite des „Führers“ im November 1923 gekämpft hatte, wurde Kursell im September 1940 als Mitglied der SA reaktiviert. Er wurde SA-Standartenführer und im November 1944 zum SA-Oberführer befördert. 1942 nahm er in Dresden an der Kunstausstellung der SA teil. Schon 1938 wurde er in den in der Zeit des Nationalsozialismus bedeutungslosen Reichstag gewählt. Ein Hitler-Porträt von ihm aus dem Jahr 1940 wurde in der Ausgabe der Zeitschrift Die Kunst im Deutschen Reich vom April 1941 an prominenter Stelle wiedergegeben. Von Kursell stand 1944 in der Gottbegnadeten-Liste des Reichsministeriums für Volksaufklärung und Propaganda.
Zu seinen persönlichen Auszeichnungen zählen das Goldene Parteiabzeichen der NSDAP und der Blutorden.

### Nachkriegszeit
1945 wurde Kursell von der sowjetischen Besatzungsmacht verhaftet und blieb bis 1950 zunächst im Speziallager Nr. 1 Mühlberg und danach im Speziallager Nr. 2 in Buchenwald interniert. Nach der Rückkehr aus der Gefangenschaft 1950 war Kursell nach eigener Aussage wirtschaftlich und gesundheitlich ruiniert. Die Berufungskammer München entschied mit Urteil vom 26. Oktober 1950 gegen eine weitere Bestrafung Kursells und sah es hierbei als entlastendes Verhalten an, dass Kursell in der evangelischen Kirche geblieben war und Luther-Bildnisse gestaltet habe. Die letzten Jahre seines Lebens verbrachte er zurückgezogen, auch die ihm 1952 angetragene Beteiligung an der Wiederbelebung der Baltischen Brüderschaft soll er abgelehnt haben.